# 8428 Окіко
8428 Окіко (8428 Okiko) — астероїд головного поясу, відкритий 3 листопада 1997 року.
Тіссеранів параметр щодо Юпітера — 3,518.
Названо на честь Окіко (яп. おきこ(興子) окіко)